# Komaje (Białoruś)
Komaje (biał. Камаі) – wieś na Białorusi w rejonie postawskim obwodu witebskiego. Położona 16 km na południowy zachód od Postaw i 10 km na południe od Hoduciszek. Siedziba sielsowietu Komaje.

## Historia
Prywatne miasto szlacheckie położone było w końcu XVIII wieku w powiecie oszmiańskim województwa wileńskiego.
W czasach zaborów miasteczko i dwór w gminie Komaje, w powiecie święciańskim Imperium Rosyjskiego. W 1905 roku miasteczko liczyło 431 mieszkańców, 515 dziesięcin; majątek liczył 63 mieszkańców, 454 dziesięciny, własność Czechowicza.
Przed II wojną światową miejscowość należała do powiatu święciańskiego województwa wileńskiego. Od początku lat 20. do września 1939 siedziba wiejskiej gminy Komaje w województwie wileńskim II Rzeczypospolitej.
W 1931 wymieniono miasteczko i majątek Komaje.
- miasteczko w 79 domach zamieszkiwało 485 osób[4].
- majątek w 4 domach zamieszkiwały 93 osoby[4].

W Komajach urodził się polski muzyk Bronisław Rutkowski oraz Salomea Prauzińska.

## Parafia rzymskokatolicka

### Kościół św. Jana Chrzciciela
We wsi znajduje się cenny zabytek sakralny – kościół obronny pod wezwaniem Jana Chrzciciela z 1603-1607 roku, ufundowany przez Jana Rudominę-Dusiackiego. Jest to jeden z przykładów najdalszego na wschodzie Europy zastosowania stylu gotyckiego w architekturze. W ołtarzu głównym znajduje się XVII-wieczny obraz Matki Bożej z Dzieciątkiem. 
Koło kościoła stoi kamienny krzyż z XV-XVI w., wysokości 2,5 m, z krótkimi ramionami poprzecznymi.

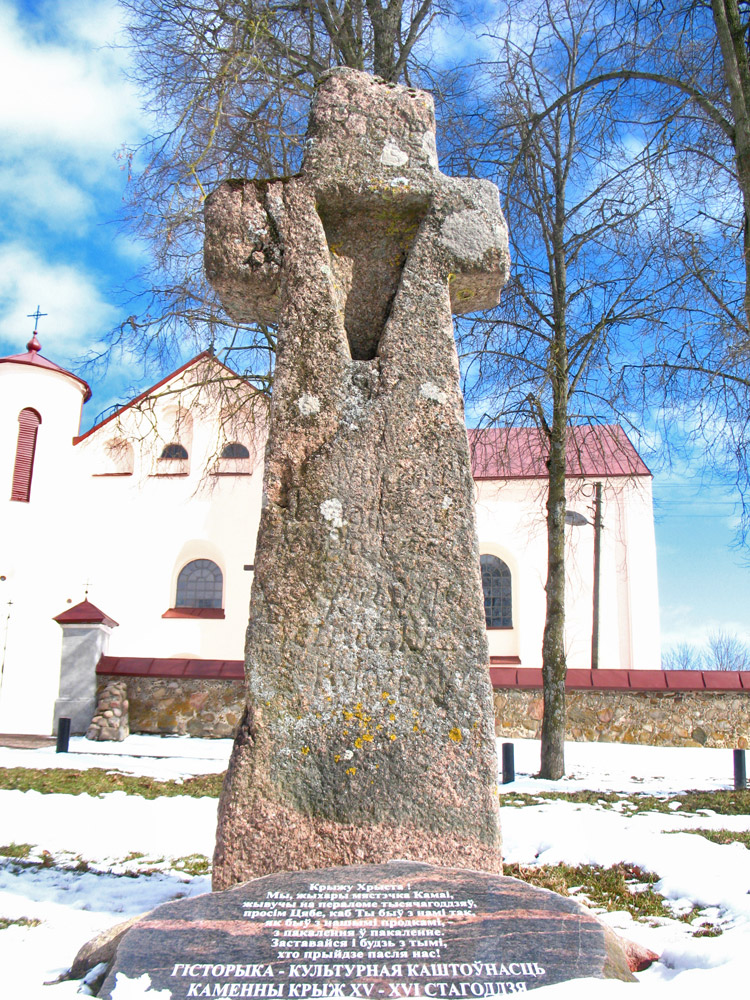
Granitowy krzyż znajdujący się przy kościele